# سان‌استیت ایرلاینز

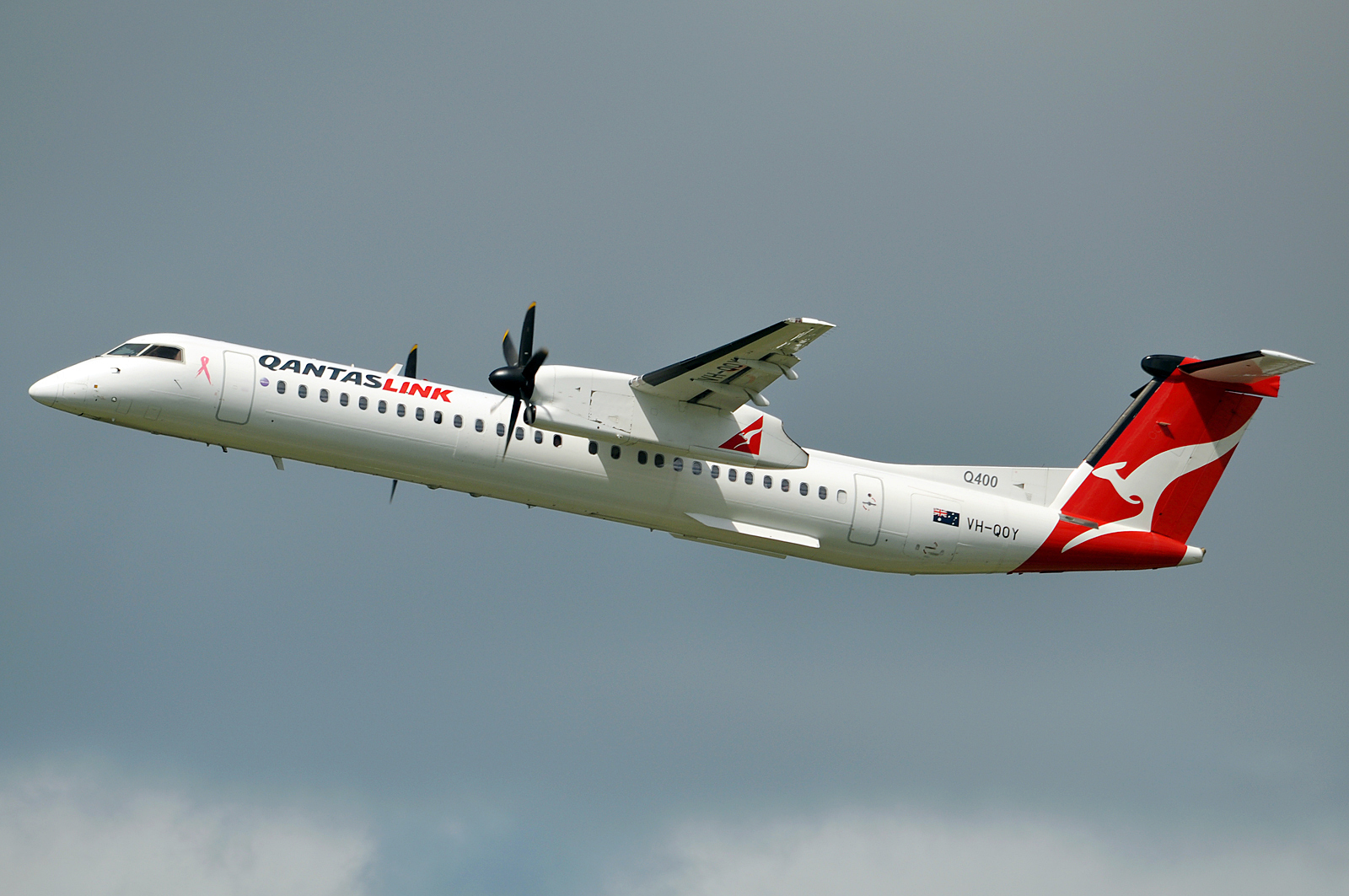
سان‌استیت ایرلاینز

سان‌استیت ایرلاینز (به انگلیسی: Sunstate Airlines) یک شرکت هواپیمایی با کد یاتا QF است که در تاریخ ۱۹۸۱ میلادی تأسیس شده است.
دفتر مرکزی سان‌استیت ایرلاینز در بریزبن، استرالیا واقع شده‌است و قطب این شرکت هواپیمایی در فرودگاه بریزبن قرار دارد و به ۲۳ مقصد، پرواز مستقیم انجام می‌دهد.